# Imke Duplitzer
Imke Duplitzer (Karlsruhe, 28 de julio de 1975) es una deportista alemana que compitió en esgrima, especialista en la modalidad de espada. Es públicamente lesbiana.
Participó en cuatro Juegos Olímpicos de Verano, obteniendo una medalla de plata en Atenas 2004, en la prueba por equipos (junto con Claudia Bokel y Britta Heidemann), el sexto lugar en Sídney 2000 (por equipos), el quinto en Pekín 2008 (individual) y el quinto en Londres 2012 (por equipos).
Ganó doce medallas en el Campeonato Mundial de Esgrima entre los años 1992 y 2010, y cinco medallas en el Campeonato Europeo de Esgrima entre los años 1998 y 2010.

## Palmarés internacional
| Juegos Olímpicos   | Juegos Olímpicos            | Juegos Olímpicos  | Juegos Olímpicos   |
| Año                | Lugar                       | Medalla           | Prueba             |
| ------------------ | --------------------------- | ----------------- | ------------------ |
| 2004               | Atenas (Grecia)             | Medalla de plata  | Espada por equipos |
| Campeonato Mundial |                             |                   |                    |
| Año                | Lugar                       | Medalla           | Prueba             |
| 1992               | La Habana (Cuba)            | Medalla de plata  | Espada por equipos |
| 1993               | Essen (Alemania)            | Medalla de plata  | Espada por equipos |
| 1997               | Ciudad del Cabo (Sudáfrica) | Medalla de plata  | Espada por equipos |
| 1999               | Seúl (Corea del Sur)        | Medalla de bronce | Espada por equipos |
| 2002               | Lisboa (Portugal)           | Medalla de plata  | Espada individual  |
| 2003               | La Habana (Cuba)            | Medalla de plata  | Espada por equipos |
| 2005               | Leipzig (Alemania)          | Medalla de bronce | Espada por equipos |
| 2006               | Turín (Italia)              | Medalla de bronce | Espada por equipos |
| 2007               | San Petersburgo (Rusia)     | Medalla de bronce | Espada por equipos |
| 2008               | Pekín (China)               | Medalla de bronce | Espada por equipos |
| 2009               | Antalya (Turquía)           | Medalla de bronce | Espada por equipos |
| 2010               | París (Francia)             | Medalla de plata  | Espada por equipos |
| Campeonato Europeo |                             |                   |                    |
| Año                | Lugar                       | Medalla           | Prueba             |
| 1998               | Plovdiv (Bulgaria)          | Medalla de oro    | Espada por equipos |
| 1999               | Bolzano (Italia)            | Medalla de oro    | Espada individual  |
| 2006               | Esmirna (Turquía)           | Medalla de bronce | Espada por equipos |
| 2008               | Kiev (Ucrania)              | Medalla de plata  | Espada por equipos |
| 2010               | Leipzig (Alemania)          | Medalla de oro    | Espada individual  |